# Fiugajki (gmina Małdyty)
Fiugajki (niem. Figaiken) – osada w Polsce, położona w województwie warmińsko-mazurskim, w powiecie ostródzkim, w gminie Małdyty.
W latach 1975–1998 miejscowość administracyjnie należała do województwa olsztyńskiego.
Miejscowość wzmiankowana w dokumentach około roku 1645, jako folwark szlachecki na 18 włókach. W 1648 zakupiona została przez generała Krzysztofa von Houwalda. W roku 1782 we wsi odnotowano cztery domy, natomiast w 1858 w czterech gospodarstwach domowych było 79 mieszkańców. W latach 1937–1939 mieszkańców liczono łącznie z Zajezierzem. W roku 1973 jako osada Fiugajki należały do powiatu morąskiego, gmina i poczta Małdyty.
Inne miejscowości o nazwie Fiugajki: Fiugajki